# Ängspiplärka
Ängspiplärka (Anthus pratensis) är en fågel som tillhör släktet piplärkor  (Anthus) i familjen ärlor (Motacillidae). Den är vida spridd på ängsmarker, myrar och hedar från sydöstra Grönland genom Europa till västra Sibirien. Vintertid flyttar merparten till södra Europa, norra Afrika och sydvästra Asien, medan ängspiplärkor i västra Europas kusttrakter är stannfåglar.

## Utseende, läte och fältkännetecken

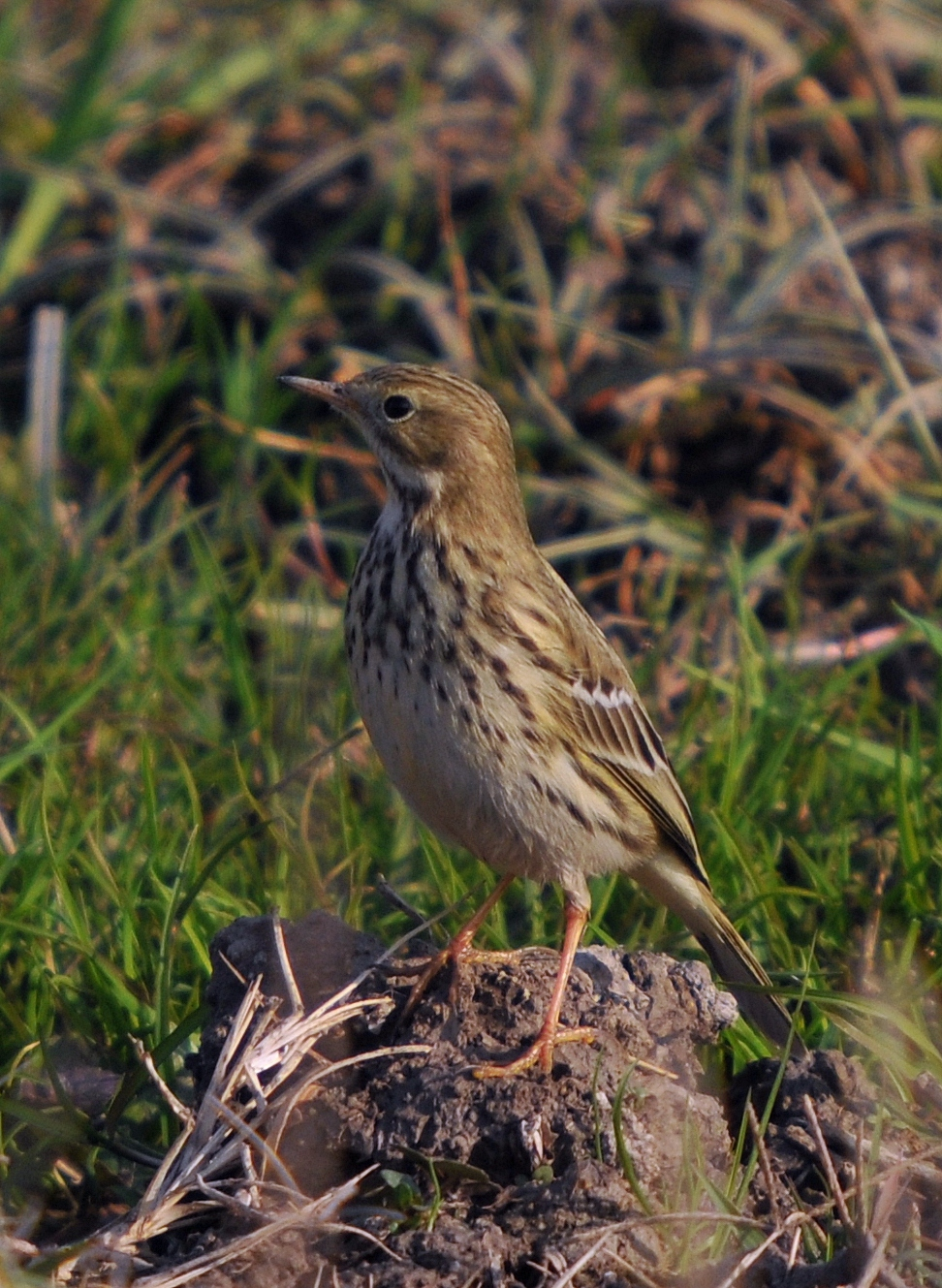
Precis som många andra piplärkor befinner sig ängspiplärkan ofta på marken.

Ängspiplärkan är knappt 15 centimeter lång och därmed något mindre än trädpiplärkan som den annars är mycket lik. I jämförelse är ängspiplärkan generellt gråare och bröstet är mindre gulaktigt och finare streckat. Bakklon hos ängspiplärkan är också mycket längre än trädpiplärkans. Benen är rödaktiga och näbben är tunn och spetsig.  

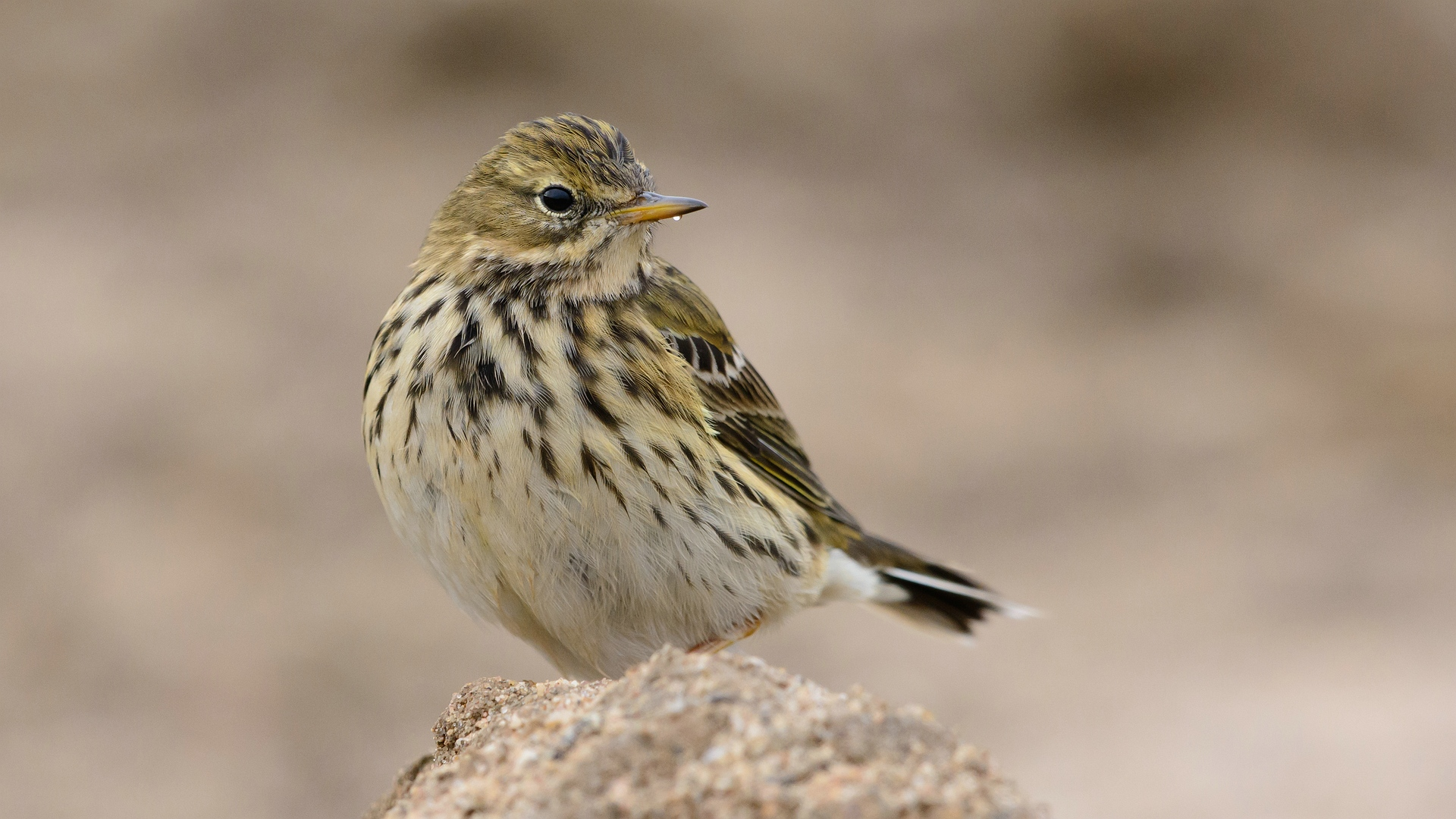

Ängspiplärkans lockläte är ett skarpt "ist" eller "ististist", i närheten av boet ofta ihållande och monotont "tlitlitli". Sången, som den framför i korta sångflykter, är hög och tunn. Den börjar sjunga före sångflykten, stiger sedan oftast upp från en upphöjning i marken och återvänder i regel inte till utgångspunkten när den glider ner.

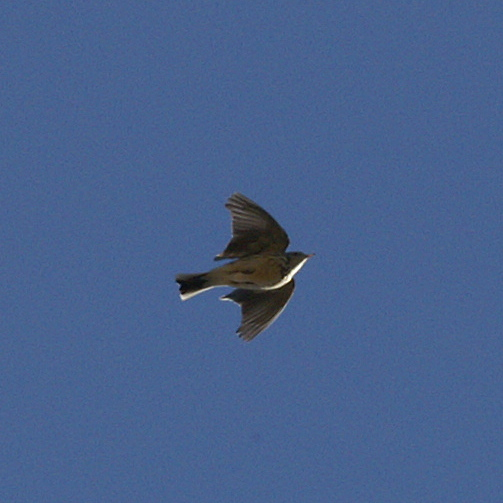
Ängspiplärka i sångflykt.

## Utbredning och systematik
Ängspiplärkan häckar i de flesta områden i den norra delen av Eurasien men även på nordöstra och sydöstra Grönland. Merparten av världspopulationen är flyttfåglar som övervintrar i västra och södra Europa, norra Afrika och sydvästra Asien. Populationen som häckar på Irland, i Storbritannien och i västra Europas kustområden är däremot stannfåglar. Den delas ofta upp i två underarter med följande utbredning:
- Anthus pratensis pratensis – sydöstra Grönland till Europa och västra Sibirien
- Anthus pratensis whistleri (Clancey, 1942) – Island, Färöarna, Skottland, Irland och England

Andra behandlar ängpiplärkan som monotypisk, det vill säga att den inte delas in i några underarter.
Tillfälligt har ängspiplärkan noterats på Svalbard, västerut till Madeira och Azorerna och österut till östra Kazakstan, norra Pakistan och Oman.

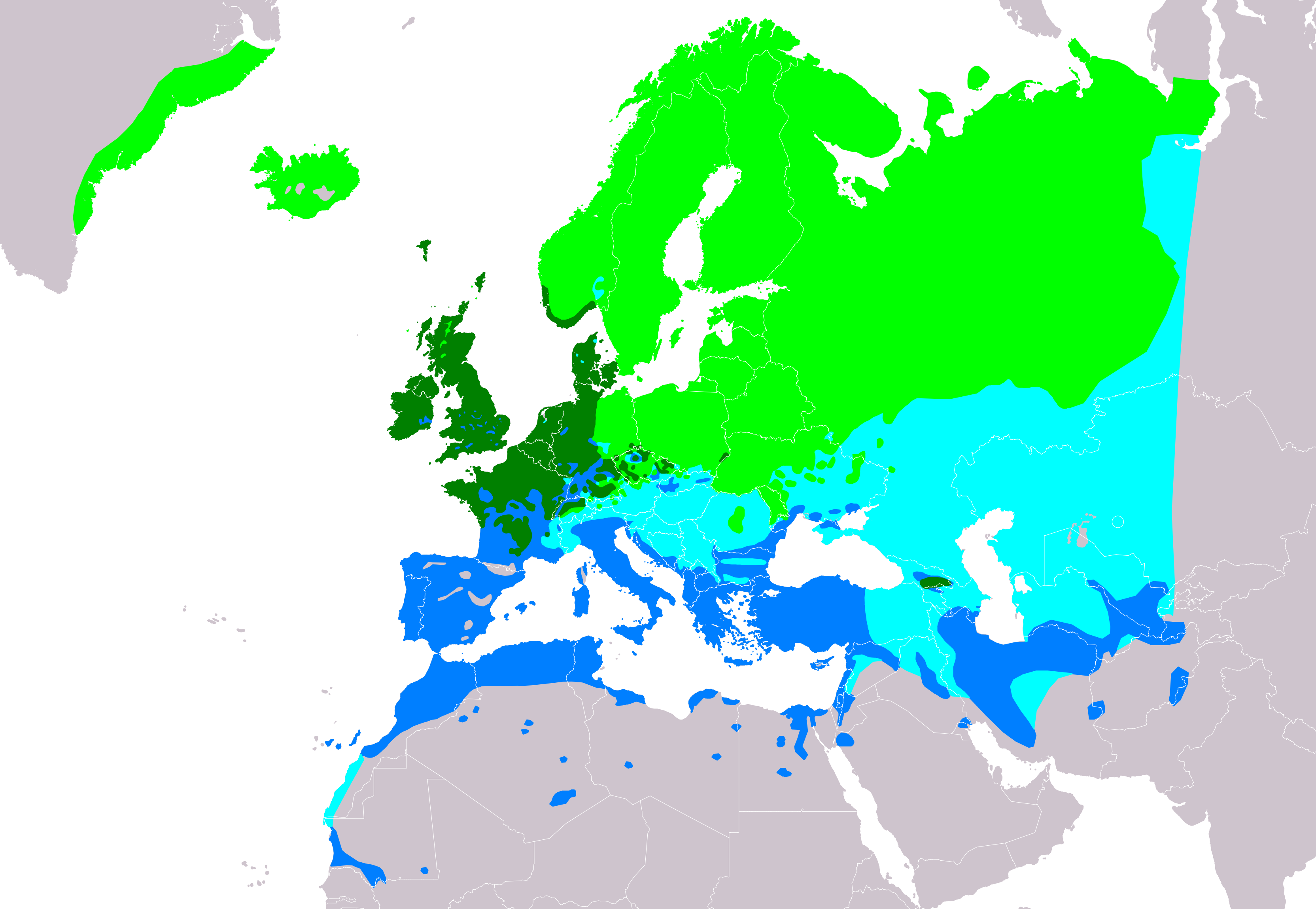
Ängspiplärkans utbredningsområde, där ljusgrönt betecknar vistelse häckningstid, blått vintertid, mörkgrönt året runt och turkos under flyttningen.

### Förekomst i Sverige
I Sverige förekommer ängspiplärkan i hela landet men särskilt i fjällen. Den flyttar i september–oktober och återkommer i mars–april.

### Släktskap
Genetiska studier visar att ängspiplärkan är systerart till artparet skärpiplärka (A. petrosus) och vattenpiplärka (A. spinoletta). Den är också nära släkt med rödstrupig piplärka (A. cervinus), amerikansk piplärka (A. rubescens), stenpiplärka (A. japonicus) och rosenpiplärka (roseatus).

## Ekologi
Ängspiplärkan häckar på fuktiga ängar och betesmarker, på myrar och i berglandskap. Under flyttningen söderut ser man den ofta i större skaror på fält och vid dammar. Boet läggs på marken och är ett oansenligt bygge av strån och mossa som fodras med hår. Honan lägger i vanliga fall fyra till sex ägg som är ljusgrå och som i regel ruvas i 13 dagar. Ungfåglarna blir sedan matade av båda föräldrarna i tolv till 14 dagar. Ängspiplärkan är en art som ofta får agera värddjur för gökens unge.

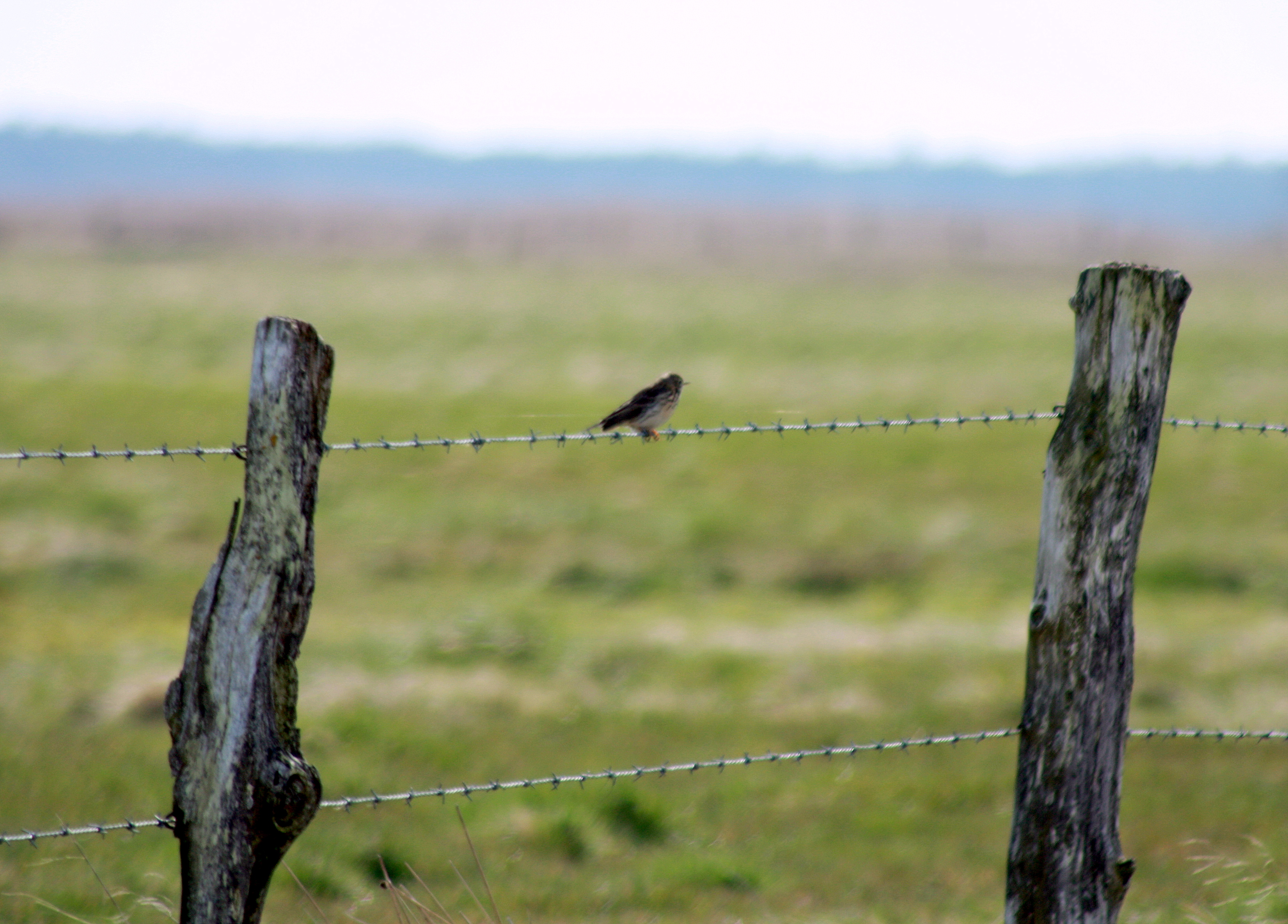
Ängspiplärka på tråd i typisk miljö.

Ängspiplärkor livnär sig under sommarhalvåret huvudsakligen på små dagaktiva insekter och spindeldjur av alla sorter, under vinterhalvåret dessutom på små snäckor och frön.

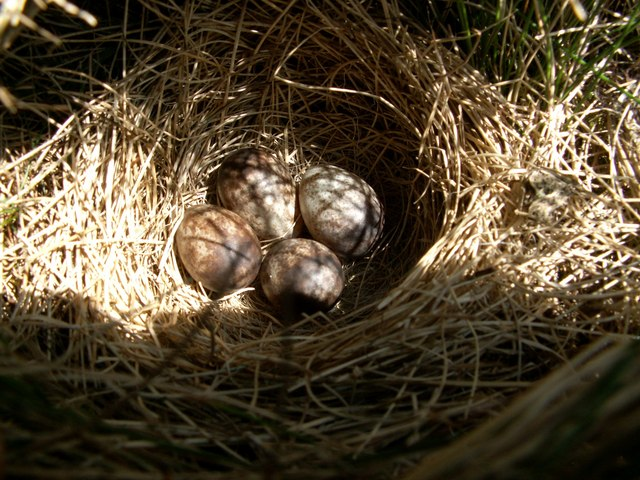
Ett ängspiplärkebo med ägg.

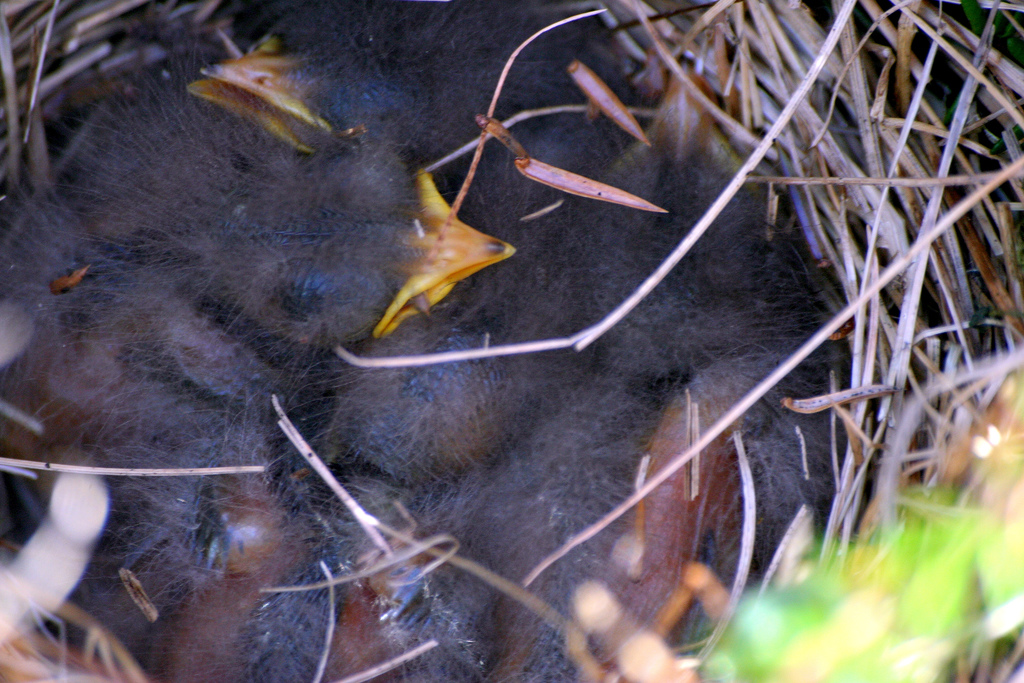
Ängspiplärkans ungar.

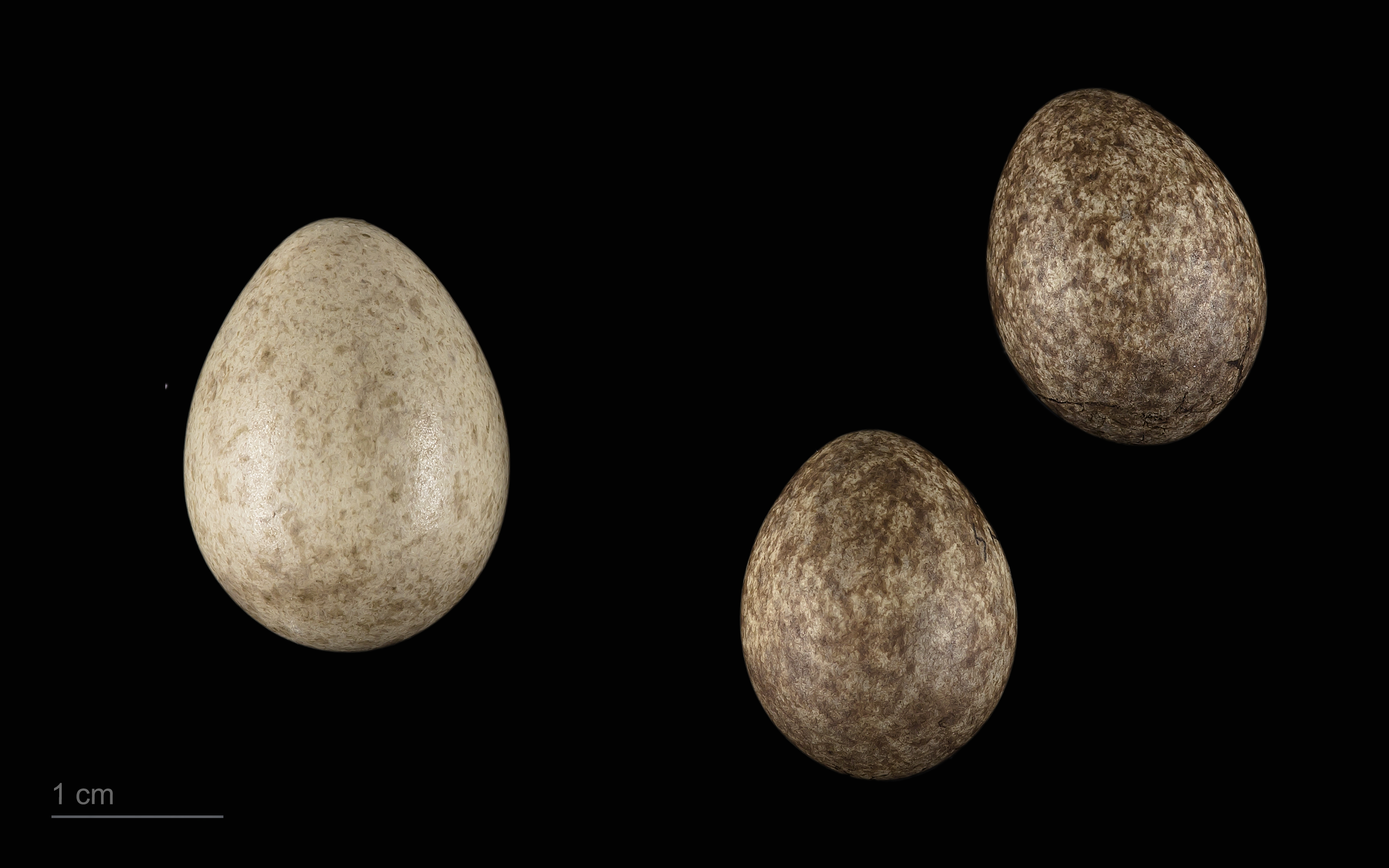
Cuculus canorus canorus + Anthus pratensis

## Status och hot
Ängspiplärkan är en vanlig fågel i stora delar av sitt utbredningsområde och världspopulationen uppskattas till mellan 24 och 33 miljoner vuxna individer. Studier visar dock att den minskar relativt kraftigt i Europa, uppemot 30 % under tre generationer, i ängspiplärkans fall endast 11,4 år. Internationella naturvårdsunionen IUCN kategoriserade därför arten 2015 som nära hotad. Sedan 2021 listas den återigen som livskraftig. Information saknas dock om trenden hos den ryska populationen, men denna utgör endast cirka 15 % av världspopulationen.
Även i Sverige listades den som nära hotad i 2015 års rödlista, men har 2020 nedgraderats till livskraftig igen.
Orsaken till artens nedgång tros huvudsakligen vara det allt intensivare jordbruket. Det faktum att även nordliga populationer som häckar på ostörd fjällhed och tundra minskar tyder på att även klimatförändringar kan spela in. På samma sätt kan torka i övervintringsområden som låglänta delar av Iberiska halvön och nordvästra Afrika påverka ängspiplärkans bestånd negativt.